# Ozarba aloisiisabaudiae
Ozarba aloisiisabaudiae là một loài bướm đêm trong họ Noctuidae.